# Stellaria humifusa
Stellaria humifusa — вид трав'янистих рослин родини Гвоздичні (Caryophyllaceae). Етимологія: лат. humus — «ґрунт», лат. i — сполучник, лат. fusus — «розстелений».

## Опис
Багаторічна трав'яниста рослина, яка утворює від малих до великих килимки, за допомогою тонких кореневищ. Стебла стеляться, вільно розгалужуються, квадратні, 2–20 см, голі, вкорінюються в проксимальних вузлах. Листя сидячі; пластини від еліптичних до еліптично-ланцетних, 0.4–1.5 см × 1–5 мм, м'ясисті, основи від клиноподібних до округлих, краї цілі, верхівки від гострих до тупих, голі або з невеликою кількістю війок уздовж країв. Суцвіття з поодинокими квітами в пазухах листя; приквітки відсутні. Квіти бл. 10 мм діам.; чашолистків 5, 4–5 мм; пелюсток 5, 4–6 мм; тичинок 10. Капсули блідо-жовті, яйцеподібні, 4–5 мм, верхівки тупі. Насіння світло-коричневе, широко- і косо-ниркоподібне, 0.8–1 мм діам., від гладкого до злегка зморшкуватого. 2n = 26.

## Поширення
Арктична Європа (Фінляндія, Ісландія, Норвегія (вкл. Шпіцберген), Росія); Азія (Далекий Схід Росії, Сибір); Північна Америка (Гренландія, Сен-П'єр і Мікелон, Аляска, Канада). 
Населяє береги озер, пляжі, болота, солончаки.